# John McPartland
Pour les articles homonymes, voir McPartland.
John McPartland, né le 13 avril 1911 à Chicago dans l'Illinois et mort le 14 septembre 1958 à Monterey en Californie, est un écrivain américain de roman policier. Ses romans en français sont publiés sous le nom de John MacPartland, sauf celui paru au Fleuve noir.

## Biographie
John McPartland est tout d’abord journaliste pour Life magazine avant de se consacrer à l'écriture après la publication de son premier roman, Love Me Now, en 1952. Ses romans noirs sont typiques du genre des années 1950, avec un usage immodéré de la violence, un rythme soutenu et une forte complexité des personnages.
McPartland a également publié trois romans d’espionnage, Traquenard à Tokyo (Tokyo Doll, 1953), Affair in Tokyo (1954) et La parole est de plomb (Danger for Breakfast, 1956), cédant ainsi à la mode de l’époque.
Le Mal des cavernes (I'll See You in Hell) et La Virée fantastique (The Wild Party), publiés tous deux en 1956, sont « deux chefs-d’œuvre ». À noter que The Wild Party fait référence à une ancienne gloire du football américain, mais la traduction française parle de rugby.
En 1956, il commence une carrière de scénariste avec l'adaptation de The Wild Party pour le réalisateur Harry Horner.
Publiés en 1959, Bonjour Maffia ! (The Kingdom of Johnny Cool), que Claude Mesplède et Jean-Jacques Schleret qualifie comme « une des œuvres les plus violentes écrites sur l’Organisation » et Le Bal des piqués (Last Night for Love) sont deux romans posthumes, John McPartland étant mort d’une crise cardiaque en 1958.

## Œuvre

### Romans

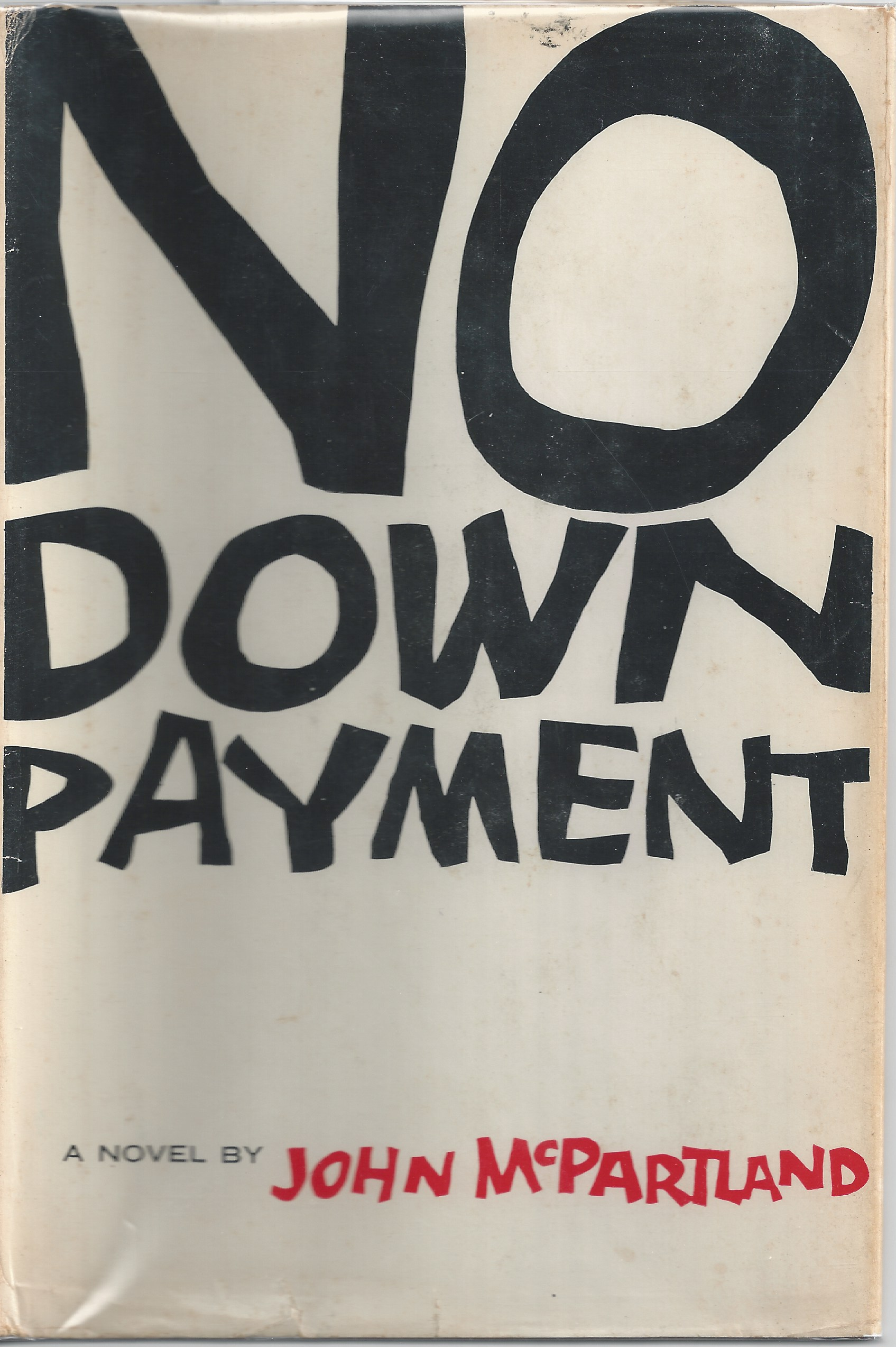
Couverture de No Down Payment, 1957.

- Love Me Now, 1952 La Pente savonneuse, Gallimard, coll. « Série noire » no 368, 1957
- Big Red's Daughter, 1953 Survoltage, Gallimard, coll. « Série noire » no 375, 1957 ; réédition, Gallimard, coll. « Carré noir » no 293, 1978
- Tokyo Doll, 1953 Traquenard à Tokyo, Fleuve noir, coll. « Espionnage » no 75, 1955
- Affair in Tokyo, 1954
- The Face of Evil, 1954 L'Œil du malin, Gallimard, coll. « Série noire » no 358, 1957
- I'll See You in Hell, 1956 Le Mal des cavernes, Gallimard, coll. « Série noire » no 348, 1957 ; réédition, Gallimard, coll. « Carré noir » no 98, 1972
- The Wild Party, 1956 La Virée fantastique, Gallimard, coll. « Série noire » no 363, 1957 ; réédition, Gallimard, coll. « Carré noir » no 218, 1975
- Danger for Breakfast, 1956 La parole est de plomb, Gallimard, coll. « Série noire » no 392, 1957
- No Down Payment, 1957
- Ripe Fruit, 1958
- The Kingdom of Johnny Cool, 1959 Bonjour Maffia !, Gallimard, coll. « Série noire » no 542, 1960
- Last Night for Love, 1959 Le Bal des piqués, Gallimard, coll. « Série noire » no 558, 1960

### Autre publication
- Sex in Our Changing World, 1958

## Filmographie
- 1956 : La Nuit bestiale (The Wild Party), adaptation de La Virée fantastique réalisée par Harry Horner
- 1957 : No Time to Be Young réalisé par David Lowell Rich
- 1957 : Street of Sinners réalisé par William Berke
- 1957 : No Down Payment (Les Sensuels), adaptation du roman éponyme réalisée par Martin Ritt
- 1958 : The Lost Missile (en) réalisé par Lester Wm. Berke
- 1963 : Johnny Cool (La Revanche du Sicilien), adaptation de The Kingdom of Johnny Cool réalisée par William Asher

## Sources
- Claude Mesplède, Dictionnaire des littératures policières volume 2
- Claude Mesplède, Les Années Série noire vol.1 (1945-1959) Encrage « Travaux » no 13, 1992
- Claude Mesplède, Les Années Série noire vol.2 (1959-1966) Encrage « Travaux » no 17, 1993
- Claude Mesplède et Jean-Jacques Schleret, SN Voyage au bout de la noire, Futuropolis, 1982